# Álvaro Montes
Pour les articles homonymes, voir Montes.
Álvaro Montes Montoro dit « Álvaro Montes », né à  Jaén (Espagne) le 16 avril 1982, est un rejoneador espagnol.

## Présentation
Il se présente en public pour la première fois à Mengíbar (Province de Jaén), 24 juillet 1997. C'est dans sa ville natale qu'il prend l'alternative le 11 octobre 1998 pendant la Feria de San Lucas, avec pour parrain João Moura et pour témoins Pablo Hermoso de Mendoza et Paco Ojeda. Il coupe deux oreilles ce jour-là. 

Il confirme son alternative le 12 mai 2008, dans les arènes de Nîmes avec pour parrain Diego Ventura et pour témoin Leonardo Hernández. En effet, selon le règlement de l'UTVF, toute alternative prise en dehors de France devra être confirmée en France dans une arène de première catégorie, comme dans tous les autres pays taurins. Nîmes ayant été la première arènes à s'arroger ce droit en 2006
En 2001 il était déjà cinquième de l'escalafón avec 57 courses, 114 oreilles et 8 queues.
Le 13 octobre 2008, il a fêté ses dix ans d'alternative en compagnie de Andy Cartagena et de Diego Ventura. Les trois rejoneadors sont sortis a hombros.